# 台南Josh
鄭毓倫（1989年10月16日—），網路名台南Josh，是一名臺灣YouTuber，以分析MLB、中華職棒數據以及討論棒球相關話題為主，也有參與現場球評及球賽主播的工作。
由於幾次介紹球員後，被介紹球員出現表現下滑或受傷的情況，而被台灣球迷廣泛討論。其影片開場白是「嗨嗨，我是Josh」，網友以「被嗨了」表達球員或球隊被看好後表現不佳、受傷或者輸球的現象，在2026世界棒球經典賽資格賽期間被MLB主播喻為「Curse guy」（詛咒人）。

## 早年
鄭毓倫來自臺南市，畢業於崇學國小、台南一中、國立成功大學材料科學與工程學系、國立成功大學材料科學與工程學系研究所。原職業為南部科學園區設備工程師（曾短暫待過台積電），於2019年11月離職成為全職YouTuber。

## YouTube事業
2017年初，開始上傳影片教導夾娃娃機技巧，本身也是夾娃娃機台主。曾因分析台灣實境外景綜藝節目《飢餓遊戲》統計而引起關注，後來改以棒球題材重新發展頻道。他於2018年初上傳第一部MLB相關影片，一開始未露臉，而是以網路照片搭配自己旁白分析相關數據，或分享棒球結合科學的新觀念。2018年8月由於照片版權問題被MLB官方關切，改以露臉搭配自行以小畫家等繪圖軟體繪製球員面相方式介紹。2018年12月，宣布「封爪」戒除夾娃娃機。
2019年2月，Josh受MLB官方邀請前往亞利桑那州參觀多隊春訓，其中包括朱立人、胡智爲、平野佳壽、麥特·查普曼、尼克·亞梅德、維特·梅利菲爾德、麥可·楚奧特等都接受Josh訪問。

### 內容風格
Josh的頻道以美職外電、數據分享以及其他棒球相關內容為主，因本身也會打棒球，偶爾也會有其他技術面內容。至2019年為止Josh的頻道發布過以下主題：
- Josh聊棒球：美國職棒大聯盟的外電及數據分析，提供台灣觀眾不常在國內媒體曝光的觀念。2020年起亦有自行統計之中華職棒數據等相關主題。
- 嗨嗨Josh：Josh本身與棒球相關的內容，如球具試用或商品開箱等。
- 嗨嗨Josh x 職棒球員：Josh與台灣職棒球員合作的棒球教室。
- Josh x MLB春訓：Josh受邀參加美國職棒大聯盟春訓，採訪MLB球星。

| 年份 | 球隊             | 球員                                       |
| ---- | ---------------- | ------------------------------------------ |
| 2019 | 克里夫蘭印地安人 | 胡智爲、江少慶、吉力吉撈·鞏冠、張育成      |
| 2019 | 奧克蘭運動家     | 布萊克·崔南、麥特·查普曼、麥特·歐森        |
| 2019 | 洛杉磯天使       | 麥可·楚奧特、湯米·拉·史戴拉、賈斯汀·安德森 |
| 2019 | 堪薩斯市皇家     | 維特·梅利菲爾德、維特·梅利菲爾德           |
| 2019 | 亞利桑那響尾蛇   | 平野佳壽、尼克·亞梅德、羅比·瑞伊           |
| 2020 | 西雅圖水手       | 陳偉殷、菊池雄星、賈斯特斯·薛菲爾德        |
| 2020 | 聖地牙哥教士     | 胡智爲、克爾比·耶茲、奥斯丁·亨奇斯         |
| 2020 | 芝加哥白襪       | 提姆·安德森                                |
| 2020 | 德州遊騎兵       | 傑夫·馬席斯、丹尼·山塔那                   |
| 2020 | 辛辛那提紅人     | 路易斯·卡斯提歐                            |
| 2020 | 芝加哥小熊       | 傑森·海沃德、凱爾·漢崔克斯                 |
| 2020 | 科羅拉多洛磯     | 查理·布萊克蒙、赫曼·馬奎茲、喬恩·葛雷      |

- 嗨嗨邪教儀式：開設直播與網友聊天互動，並會唸出捐款網友的留言「代客嗨人」；2019年世界棒球12強賽期間在頻道上開設沒有轉播畫面、僅以計分板更新賽況的直播，並同時為中華隊的對手加油。中華隊進入超級循環賽後，不再於轉播中刻意為對手加油。
- 中職嗨報：每週更新，簡單解說最新的中職戰況
- 大聯盟嗨報：不定期更新，回顧近期大聯盟發生事件

## 個人生活
2021年7月22日，與女友Amber（本名：黃琦雯）登記結婚。

### 2022年
1月23日，台南Josh當時的妻子Amber在Instagram發布兩篇限時動態，內文「一整天找不到人」及「要死了我還是找不到他」引發網友關注是否暗指Josh失蹤。
1月24日早上，Josh在社群軟體發文報平安。當日稍晚，其表姐、網紅「巴毛律師」陳宇安在粉絲專頁發文透漏，Josh在提出家人詢問婚宴是否要因疫情延期，且男方邀請人數比較多後導致Amber不滿，Amber於爭執過程中情緒極度失控，不僅破壞家中家具擺設，還出手毆打、用物品攻擊Josh，Josh已至醫院驗傷。
1月25日，Amber在自身社交帳號上發表道歉聲明，稱自己確實有情緒管控的問題，但是一直不願面對、拖延就醫，會開始尋求幫助並積極治療。
1月26日，台南市政府警察局第四分局證實，Josh已於一早在委任律師陳宇安的陪同下至派出所製作筆錄，正式對Amber提起傷害及毀損告訴，並委由律師聲請保護令。
2月11日，Josh發佈遭家暴事件後第1部影片，並宣布即日起頻道恢復正常更新。
5月中旬，表姐、網紅「巴毛律師」陳宇安在《星時代調研所》節目透漏，兩人已完成離婚調解，法律上正式離婚。
5月18日，與Amber完成離婚調解，兩人正式離婚。
6月2日，Josh前往臺南市府南戶政事務所，以離婚調解筆錄辦理離婚登記。

## 外部連結
- YouTube上的台南Josh頻道
- 台南Josh的Facebook專頁
- 台南Josh的Instagram帳戶